# Frances Gifford
Frances Gifford (Long Beach, 7 de desembre de 1920 - Pasadena, 22 de gener de 1994) va ser una actriu estatunidenca coneguda pel seu paper protagonista a la sèrie Jungle Girl.
Després de graduar-se tenia la intenció d'estudiar Dret a la Universitat de Califòrnia, però després de rebre una oferta de l'estudi de Samuel Goldwyn va iniciar la seva carrera professional com a actriu l'any 1937. Va començar amb alguns papers secundaris en pel·lícules com ara Stage Door i Mr. Smith goest to Washington. L'any 1941 va aconseguir fer-se un lloc en el sector quan va aconseguir el paper de Nyoka a la sèrie de 15 capítols Jungle Girl. A partir d'aquí va protagonitzar les pel·lícules Louisiana Purchase (1942), Cry Havoc (1943), Our vines have tender grapes i She went to races (1945), The Arnelo Affair (1947) i Riding High (1950).
Va retirar-se de l'actuació l'any 1953 després de patir diversos problemes físics i mentals. Posteriorment es va rehabilitar i va treballar a la Biblioteca Pública de Pasadena.